# Pałac w Ślubowie
Pałac w Ślubowie – wybudowany w XIX w. w Ślubowie.

## Położenie
Pałac położony jest we wsi w Polsce, w województwie dolnośląskim, w powiecie górowskim, w gminie Góra.

## Historia
Obiekt jest częścią zespołu pałacowego, w skład którego wchodzą jeszcze: park, kaplica, folwark: spichrz, budynek gospodarczy.